# Реборда

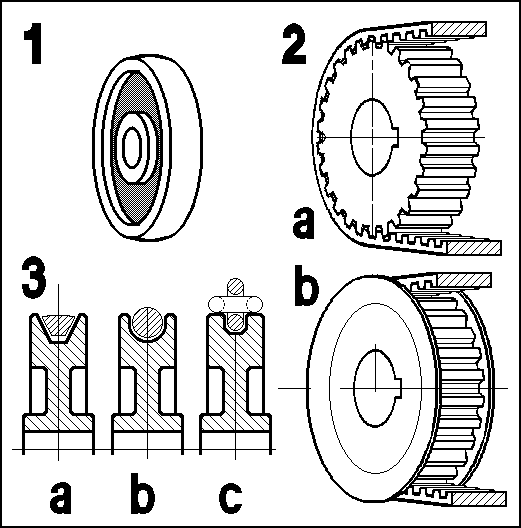
Різноманітні види шківів. Внизу зліва показано різні форми реборди шківа.

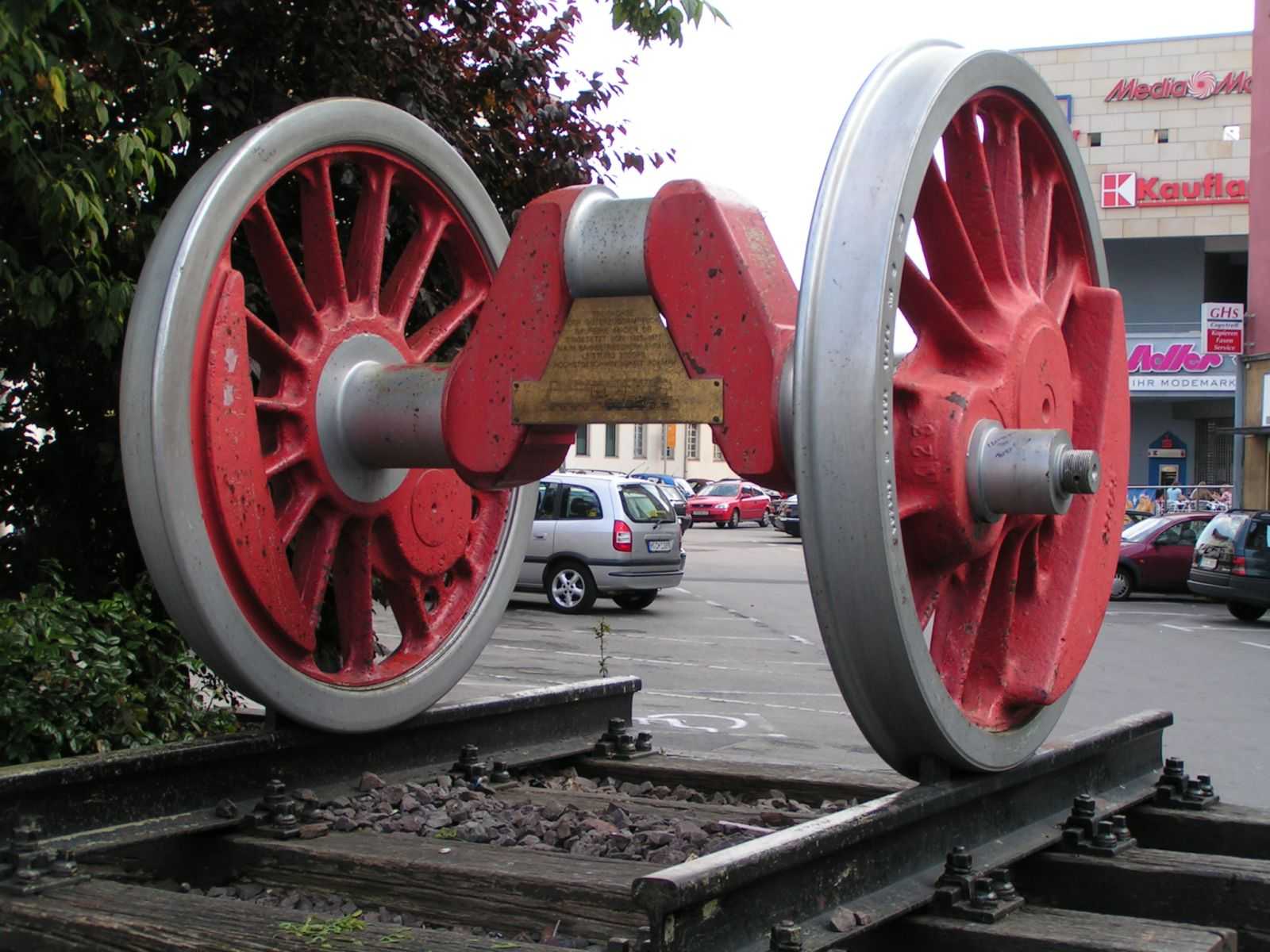
Колісна пара залізничного локомотива, встановлена як монумент у Трірі, Німеччина. Залізничні колеса мають виступи — реборди.

Ребо́рда (від фр. reborde) — гребінь, виступаюча частина колеса, що запобігає бічному переміщенню колеса при його русі по рейках або канатах, а також зсуву ременя відносно шківа.

## Огляд
Залежно від кількості реборд колеса, виділяють одноребордні і дворебордні колеса. Одноребордні колеса використовуються, як правило, в тих випадках, коли використовуються два колеса на одній осі — колісна пара і необхідно забезпечити достатню свободу зміщення колісної пари в осьовому напрямку (перпендикулярно до осі колії). Робоча поверхня дворебордних коліс має циліндричну форму, для таких коліс характерно запобігання зсуву виключно за рахунок реборди.
Широко відомий приклад застосування гребенів — на колесах рухомого складу залізниці. Вони не дозволяють колесам зійти з рейок. Так само реборди (гребені) широко застосовуються в складі вантажопідйомних механізмів.

## Цікаві факти
Зношення західної рейки залізничної колії та відповідно лівої реборди колісної пари в три рази більше, аніж східної (для північної півкулі і для ділянки залізниці орієнтованої «північ-південь») пояснюється дією на них сили Коріоліса.